# Mala Pačetina
 Mala Pačetina  falu Horvátországban Krapina-Zagorje megyében. Közigazgatásilag Petrovskóhoz tartozik.

## Fekvése
Krapinától 3 km-re délnyugatra,  községközpontjától 2 km-re délre a Horvát Zagorje területén, a megye északi részén az A2-es autópálya közelében fekszik.

## Története
A falunak 1857-ben 94, 1910-ben 153 lakosa volt. Trianonig Varasd vármegye Krapinai járásához tartozott. 
2001-ben 118 lakosa volt.

## Külső hivatkozások
Petrovsko község hivatalos oldala